# بندكت السابع
البابا بنديكت السادس عشر السابع ((باللاتينية: Benedictus VII)‏د. تشرين الأول / أكتوبر 983) كان البابا من تشرين الأول / أكتوبر 974 إلى وفاته في 983.
ولد في روما وهو ابن داود من ديوداتوس (شقيق البريك الثاني من سبوليتو). تاريخ ولادته غير معروف على وجه اليقين، ولكن من المعروف أنه كان ذات صلة بالأمير البريك الثاني وله صلات مع أسرة كونتي. قبل انتخابه للبابوية شغل منصب أسقف سوتري.
انتخب للبابوية من قبل رجال الدين والناس في تشرين الأول / أكتوبر 974 تحت تأثير مبعوث الإمبراطور أوتو الثاني. وصل للبابوية كحل وسط ليحل محل بونيفاس السابع (974, 984-985) الذي ادعى البابوية بعد تسببه في قتل البابا بنديكت السادس وفي خلال شهر نهب أهم محتويات الفاتيكان ثمهرب إلى القسطنطينية.
عارض بونيفاس السابع وأنصاره تولي بنديكت البابوية مما دعى الأخير دعوة الإمبراطور الألماني أوثو الثاني للمساعدة. وعندما ثبت حكمه من قبل الإمبراطور حاول الحد من الرشوة التي كانت ارتفعت عاليا في الكنيسة كما عرف عنه بتحسين وبالنهوض بالرهبنة.